# Rubrepeira
Rubrepeira là một chi nhện trong họ Araneidae.